# Internálás

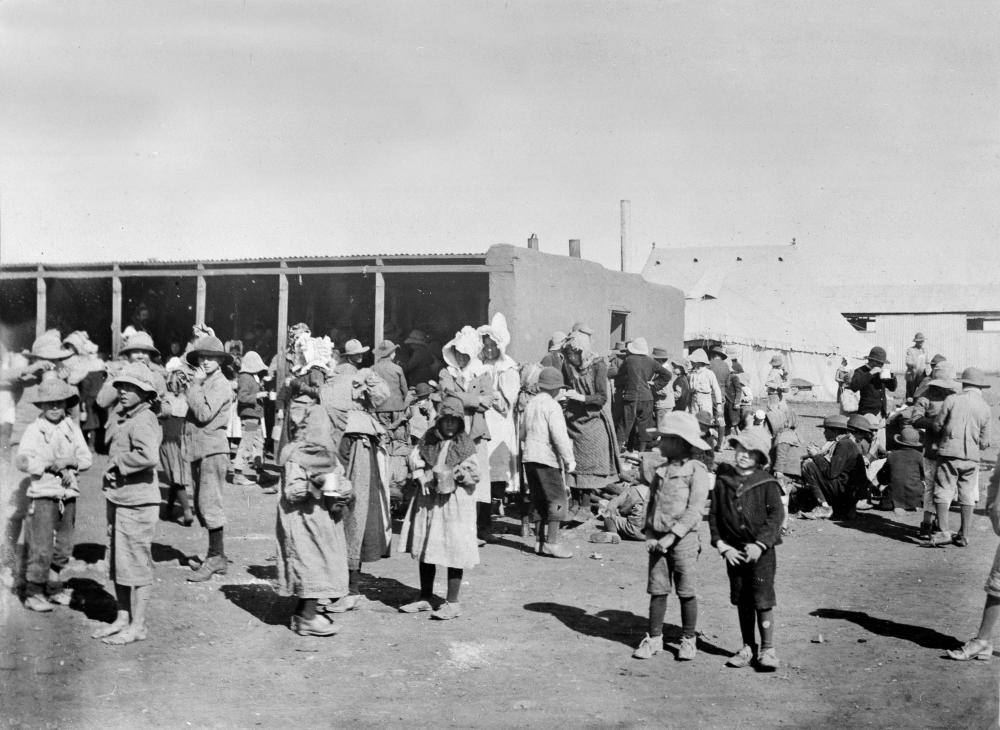
Búr nők és gyerekek egy brit koncentrációs táborban Dél-Afrikában a második búr háború alatt

Az internálás egy adott államhatalom által magára politikai, katonai vagy bűnügyi szempontból veszélyesnek tartott, de konkrét bűncselekményt el nem követett csoportok, személyek kényszerlakhelyre telepítése vagy táborokba zárása. Ennek speciális esete a háború esetén a hadifoglyoknak, valamint az ellenséges hadviselő félnek az ország területén tartózkodó állampolgárainak őrizetbe vétele, táborokban vagy kényszerlakhelyen történő elhelyezése. Az internáltak helyzetükkel összeegyeztethető mértékben megtarthatják polgári jogképességüket.
Számos nyelven az internálás tartalma ennél szélesebb: minden állami döntés alapján történő szabadságtól való megfosztást ide sorolnak, mint például a bebörtönzést, valamint a koncentrációs táborba, munkatáborba zárást is. A magyar szóhasználat ezt nem támasztja alá.

## A genfi egyezmények
Az internálással kapcsolatos részletes szabályokat a hadviselés szabályaival foglalkozó 1949. évi IV. genfi egyezmény állapítja meg. Eszerint a semleges államok kötelesek a hadviselőknek a területükre lépő katonáit (rendszerint menekülők vagy szökevények) lefegyverezni és internálni. A hadviselő államoknak is joguk van arra, hogy a területükön tartózkodó idegen állampolgárokat internálják, azaz vádemelés nélkül meghatározatlan időre fogságba vessék. Ilyen esetekben az internáltakat általában őrzött táborokban helyezik el, amennyiben úgy értékelik, hogy ezek az idegen állampolgárok veszélyt jelentenek számukra. Hasonló joga van a konfliktusban részt nem vevő, semleges államoknak is az ott tartózkodó, számukra fenyegetést jelentő külföldiekkel szemben.

## Kapcsolódó szócikk
- Kitelepítés